# Chieri '76 Volleyball 2020-2021
Questa voce raccoglie le informazioni riguardanti il Chieri '76 Volleyball nelle competizioni ufficiali della stagione 2020-2021.

## Stagione
Nella stagione 2020-21 il Chieri '76 Volleyball assume la denominazione sponsorizzata di Reale Mutua Fenera Chieri.
Raggiunge i quarti di finale nella Supercoppa italiana, eliminata dalla UYBA.
Partecipa per la terza volta alla Serie A1; chiude la regular season di campionato al sesto posto in classifica, qualificandosi per i play-off scudetto, dove viene eliminata nei quarti di finale dalla Pro Victoria.
Grazie al terzo posto in classifica al termine del girone di andata della regular season di campionato, il Chieri '76 si qualifica per la Coppa Italia, estromessa nelle semifinali a seguito della sconfitta contro l'AGIL.

## Organigramma societario
Area direttiva
- Presidente: Filippo Vergnano

Area tecnica
- Allenatore: Giulio Bregoli
- Allenatore in seconda: Marco Sinibaldi

Area sanitaria
- Medico: Francesco Lancione
- Fisioterapista: Gianfranco Cumino, Giorgia Valetto
- Preparatore atletico: Davide Partegiani

## Rosa
| N° | Nome              | Ruolo | Data di nascita   | Nazionalità sportiva |
| -- | ----------------- | ----- | ----------------- | -------------------- |
| 1  | Rhamat Alhassan   | C     | 7 settembre 1996  | Stati Uniti          |
| 3  | Elena Perinelli   | S     | 25 giugno 1995    | Italia               |
| 4  | Francesca Bosio   | P     | 7 agosto 1997     | Italia               |
| 5  | Alexandra Frantti | S     | 3 marzo 1996      | Stati Uniti          |
| 6  | Victoria Mayer    | P     | 19 giugno 2001    | Argentina            |
| 7  | Giulia Gibertini  | L     | 30 settembre 1984 | Italia               |
| 8  | Kaja Grobelna     | O     | 4 gennaio 1995    | Belgio               |
| 9  | Francesca Villani | S     | 30 maggio 1995    | Italia               |
| 10 | Chiara De Bortoli | L     | 28 luglio 1997    | Italia               |
| 11 | Kertu Laak        | O     | 21 febbraio 1998  | Estonia              |
| 12 | Alessia Mazzaro   | C     | 19 settembre 1998 | Italia               |
| 18 | Marina Zambelli   | C     | 1º gennaio 1990   | Italia               |
| 21 | Annick Meijers    | S     | 23 marzo 2000     | Paesi Bassi          |

## Mercato
| Acquisti | Acquisti          | Acquisti           | Acquisti   |
| R.       | Nome              | da                 | Modalità   |
| -------- | ----------------- | ------------------ | ---------- |
| C        | Rhamat Alhassan   | -                  | definitivo |
| S        | Alexandra Frantti | Developres Rzeszów | definitivo |
| L        | Giulia Gibertini  | Soverato           | definitivo |
| P        | Victoria Mayer    | Flamengo           | definitivo |
| S        | Francesca Villani | UYBA               | definitivo |
| C        | Marina Zambelli   | Cuneo Granda       | definitivo |

| Cessioni | Cessioni          | Cessioni     | Cessioni   |
| R.       | Nome              | a            | Modalità   |
| -------- | ----------------- | ------------ | ---------- |
| C        | Yasmina Akrari    | Pinerolo     | definitivo |
| S        | Stephanie Enright | Bergamo      | definitivo |
| S        | Anastasia Guerra  | San Casciano | definitivo |
| L        | Alessia Lanzini   | -            | ritirata   |
| P        | Jordyn Poulter    | UYBA         | definitivo |
| C/O      | Amber Rolfzen     | -            | ritirata   |

## Risultati

### Serie A1

#### Girone di andata
| 1ª giornata - 19 settembre 2020 PalaEvangelisti, Perugia         | Wealth Planet Perugia | 0 - 3 | Chieri '76    | 22-25, 18-25, 20-25               |
| 3ª giornata - 4 ottobre 2020 PalaMaddalene, Chieri               | Chieri '76            | 0 - 3 | AGIL          | 20-25, 20-25, 16-25               |
| 4ª giornata - 10 ottobre 2020 PalaCastagnaretta, Cuneo           | Cuneo Granda          | 3 - 2 | Chieri '76    | 28-26, 27-29, 23-25, 25-21, 15-11 |
| 5ª giornata - 14 ottobre 2020 PalaMaddalene, Chieri              | Chieri '76            | 3 - 2 | Pro Victoria  | 25-15, 24-26, 25-19, 22-25, 16-14 |
| 6ª giornata - 18 ottobre 2020 PalaRadi, Cremona                  | Casalmaggiore         | 0 - 3 | Chieri '76    | 17-25, 24-26, 19-25               |
| 7ª giornata - 24 ottobre 2020 PalaGeorge, Montichiari            | Millenium Brescia     | 0 - 3 | Chieri '76    | 22-25, 19-25, 20-25               |
| 8ª giornata - 29 novembre 2020 PalaMaddalene, Chieri             | Chieri '76            | 3 - 0 | Trentino Rosa | 25-13, 25-20, 25-14               |
| 9ª giornata - 31 ottobre 2020 PalaMaddalene, Chieri              | Chieri '76            | 3 - 1 | San Casciano  | 21-25, 25-22, 25-18, 25-19        |
| 10ª giornata - 13 gennaio 2021 PalaPiantanida, Busto Arsizio     | UYBA                  | 0 - 3 | Chieri '76    | 23-25, 25-27, 22-25               |
| 11ª giornata - 27 gennaio 2021 Palazzetto dello Sport, Scandicci | Savino Del Bene       | 2 - 3 | Chieri '76    | 25-22, 27-25, 20-25, 19-25, 7-15  |
| 12ª giornata - 5 dicembre 2020 PalaMaddalene, Chieri             | Chieri '76            | 3 - 0 | Bergamo       | 25-17, 25-17, 25-17               |
| 13ª giornata - 24 novembre 2020 PalaVerde, Villorba              | Imoco                 | 3 - 1 | Chieri '76    | 25-21, 24-26, 25-19, 25-18        |

#### Girone di ritorno
| 14ª giornata - 10 febbraio 2021 PalaMaddalene, Chieri           | Chieri '76    | 2 - 3 | Wealth Planet Perugia | 23-25, 25-22, 26-24, 22-25, 11-15 |
| 16ª giornata - 19 dicembre 2020 PalaTerdoppio, Novara           | AGIL          | 3 - 0 | Chieri '76            | 25-22, 26-24, 25-21               |
| 17ª giornata - 26 dicembre 2020 PalaMaddalene, Chieri           | Chieri '76    | 2 - 3 | Cuneo Granda          | 25-20, 22-25, 25-22, 17-25, 9-15  |
| 18ª giornata - 10 gennaio 2021 Palazzetto dello Sport, Monza    | Pro Victoria  | 3 - 2 | Chieri '76            | 26-24, 22-25, 19-25, 25-21, 15-13 |
| 19ª giornata - 17 gennaio 2021 PalaMaddalene, Chieri            | Chieri '76    | 3 - 0 | Casalmaggiore         | 25-19, 25-11, 25-19               |
| 20ª giornata - 31 gennaio 2021 PalaMaddalene, Chieri            | Chieri '76    | 3 - 0 | Millenium Brescia     | 25-13, 25-19, 25-17               |
| 21ª giornata - 24 febbraio 2021 PalaSanbapolis, Trento          | Trentino Rosa | 2 - 3 | Chieri '76            | 25-15, 12-25, 15-25, 25-23, 8-15  |
| 22ª giornata - 6 febbraio 2021 Nelson Mandela Forum, Firenze    | San Casciano  | 3 - 1 | Chieri '76            | 23-25, 25-20, 25-21, 26-24        |
| 23ª giornata - 14 febbraio 2021 PalaMaddalene, Chieri           | Chieri '76    | 2 - 3 | UYBA                  | 25-15, 23-25, 25-21, 20-25, 9-15  |
| 24ª giornata - 24 gennaio 2021 PalaMaddalene, Chieri            | Chieri '76    | 3 - 1 | Savino Del Bene       | 22-25, 34-32, 25-17, 25-20        |
| 25ª giornata - 21 febbraio 2021 Palazzetto dello sport, Bergamo | Bergamo       | 1 - 3 | Chieri '76            | 18-25, 31-29, 20-25, 23-25        |
| 26ª giornata - 27 febbraio 2021 PalaMaddalene, Chieri           | Chieri '76    | 1 - 3 | Imoco                 | 23-25, 25-22, 23-25, 29-31        |

#### Play-off scudetto
| Ottavi di finale (gara 1) - - PalaRadi, Cremona                         | Casalmaggiore | -     | Chieri '76    | annullata                         |
| Ottavi di finale (gara 2) - - PalaMaddalene, Chieri                     | Chieri '76    | -     | Casalmaggiore | annullata                         |
| Quarti di finale (gara 1) - 29 marzo 2021 Palazzetto dello Sport, Monza | Pro Victoria  | 3 - 0 | Chieri '76    | 25-22, 25-20, 25-18               |
| Quarti di finale (gara 2) - 1º aprile 2021 PalaMaddalene, Chieri        | Chieri '76    | 3 - 2 | Pro Victoria  | 25-23, 19-25, 25-20, 17-25, 15-11 |
| Quarti di finale (gara 3) - 4 aprile 2021 Palazzetto dello Sport, Monza | Pro Victoria  | 3 - 1 | Chieri '76    | 25-19, 25-22, 18-25, 25-15        |

### Coppa Italia
| Quarti di finale - 10 marzo 2021 PalaMaddalene, Chieri | Chieri '76 | 3 - 0 | Trentino Rosa | 25-17, 25-18, 25-23        |
| Semifinali - 13 marzo 2021 RDS Stadium, Rimini         | AGIL       | 3 - 1 | Chieri '76    | 25-21, 25-20, 20-25, 26-24 |

### Supercoppa italiana
| Ottavi di finale - 29 agosto 2020 PalaMaddalene, Chieri            | Chieri '76 | 3 - 0 | Bergamo    | 25-17, 25-14, 25-19        |
| Quarti di finale - 1º settembre 2020 PalaPiantanida, Busto Arsizio | UYBA       | 3 - 1 | Chieri '76 | 25-22, 25-27, 25-20, 25-17 |

## Statistiche

### Statistiche di squadra
| Competizione        | Punti | In casa | In casa | In casa | In trasferta | In trasferta | In trasferta | Totale | Totale | Totale |
| Competizione        | Punti | G       | V       | P       | G            | V            | P            | G      | V      | P      |
| ------------------- | ----- | ------- | ------- | ------- | ------------ | ------------ | ------------ | ------ | ------ | ------ |
| Serie A1            | 44    | 13      | 8       | 5       | 14           | 7            | 7            | 27     | 15     | 12     |
| Coppa Italia        | -     | 1       | 1       | 0       | -            | -            | -            | 2      | 1      | 1      |
| Supercoppa italiana | -     | 1       | 1       | 0       | 1            | 0            | 1            | 2      | 1      | 1      |
| Totale              | -     | 15      | 10      | 5       | 15           | 7            | 8            | 31     | 17     | 14     |

G = partite giocate; V = partite vinte; P = partite perse

### Statistiche dei giocatori
| Giocatore     | Serie A1 | Serie A1 | Serie A1 | Serie A1 | Serie A1 | Coppa Italia | Coppa Italia | Coppa Italia | Coppa Italia | Coppa Italia | Supercoppa italiana | Supercoppa italiana | Supercoppa italiana | Supercoppa italiana | Supercoppa italiana | Totale | Totale | Totale | Totale | Totale |
| Giocatore     | P        | PT       | AV       | MV       | BV       | P            | PT           | AV           | MV           | BV           | P                   | PT                  | AV                  | MV                  | BV                  | P      | PT     | AV     | MV     | BV     |
| ------------- | -------- | -------- | -------- | -------- | -------- | ------------ | ------------ | ------------ | ------------ | ------------ | ------------------- | ------------------- | ------------------- | ------------------- | ------------------- | ------ | ------ | ------ | ------ | ------ |
| R. Alhassan   | 26       | 160      | 111      | 47       | 2        | 2            | 13           | 9            | 3            | 1            | 1                   | 2                   | 1                   | 0                   | 1                   | 29     | 175    | 121    | 50     | 4      |
| F. Bosio      | 23       | 57       | 11       | 25       | 21       | 2            | 6            | 0            | 5            | 1            | 2                   | 4                   | 2                   | 2                   | 0                   | 27     | 67     | 13     | 32     | 22     |
| C. De Bortoli | 27       | 0        | 0        | 0        | 0        | 2            | 0            | 0            | 0            | 0            | 2                   | 0                   | 0                   | 0                   | 0                   | 31     | 0      | 0      | 0      | 0      |
| A. Frantti    | 25       | 242      | 209      | 23       | 10       | 2            | 28           | 26           | 2            | 0            | 1                   | 1                   | 1                   | 0                   | 0                   | 28     | 271    | 236    | 25     | 10     |
| G. Gibertini  | 12       | 0        | 0        | 0        | 0        | 2            | 0            | 0            | 0            | 0            | 1                   | 0                   | 0                   | 0                   | 0                   | 15     | 0      | 0      | 0      | 0      |
| K. Grobelna   | 27       | 397      | 350      | 38       | 9        | 2            | 35           | 30           | 4            | 1            | 1                   | 7                   | 7                   | 0                   | 0                   | 30     | 439    | 387    | 42     | 10     |
| K. Laak       | 24       | 89       | 75       | 4        | 10       | 2            | 3            | 0            | 0            | 3            | 2                   | 32                  | 30                  | 2                   | 0                   | 28     | 124    | 105    | 6      | 13     |
| V. Mayer      | 21       | 7        | 1        | 1        | 5        | 0            | 0            | 0            | 0            | 0            | 1                   | 0                   | 0                   | 0                   | 0                   | 22     | 7      | 1      | 1      | 5      |
| A. Mazzaro    | 26       | 257      | 167      | 78       | 12       | 2            | 21           | 14           | 7            | 0            | 2                   | 12                  | 11                  | 1                   | 0                   | 30     | 290    | 192    | 86     | 12     |
| A. Meijers    | 13       | 6        | 6        | 0        | 0        | 1            | 0            | 0            | 0            | 0            | 0                   | 0                   | 0                   | 0                   | 0                   | 14     | 6      | 6      | 0      | 0      |
| E. Perinelli  | 24       | 219      | 197      | 16       | 6        | -            | -            | -            | -            | -            | 2                   | 24                  | 22                  | 2                   | 0                   | 28     | 243    | 209    | 18     | 6      |
| F. Villani    | 25       | 280      | 239      | 35       | 6        | 2            | 19           | 17           | 2            | 0            | 2                   | 31                  | 27                  | 3                   | 1                   | 29     | 330    | 283    | 40     | 7      |
| M. Zambelli   | 22       | 89       | 60       | 26       | 3        | 1            | 2            | 1            | 1            | 0            | 1                   | 5                   | 5                   | 0                   | 0                   | 24     | 96     | 66     | 27     | 3      |

P = presenze; PT = punti totali; AV = attacchi vincenti; MV = muri vincenti; BV = battute vincenti